# Phragmipedium warszewiczianum
Phragmipedium warszewiczianum (возможное русское название Фрагмипедиум Варшевича) — вид многолетних травянистых растений семейства Орхидные.
Вид не имеет устоявшегося русского названия, в русскоязычных источниках обычно используется научное название Phragmipedium warszewiczianum или его синоним Phragmipedium wallisii.

## Синонимы
Список синонимов по Monocot Checkliste, Electronic Plant Information Centre of Royal Botanic Gardens, Kew.:
- Cypripedium warszewiczianum Rchb.f., Bot. Zeitung (Berlin) 10: 692 (1852). basionym
- Cypripedium wallisii Rchb.f., Xenia Orchid. 2: 189 (1873).
- Selenipedium wallisii (Rchb.f.) Rchb.f., Otia Bot. Hamburg.: 30 (1878).
- Selenipedium wallisii (Rchb.f.) Linden, Lindenia 3: 73 (1887).
- Paphiopedilum caudatum var. wallisii (Rchb.f.) Stein, Orchid.-Buch: 460 (1892).
- Phragmipedium caudatum var. wallisii (Rchb.f.) Stein, Orchid.-Buch: 475 (1892).
- Paphiopedilum wallisii (Rchb.f.) Pfitzer, Bot. Jahrb. Syst. 19: 42 (1894).
- Selenipedium caudatum var. wallisii (Rchb.f.) Rolfe, Orchid Rev. 3: 335 (1895).
- Phragmipedium wallisii (Rchb.f.) Garay, Opera Bot., B 9(225: 1): 24 (1978).
- Phragmipedium lindenii subsp. wallisii (Rchb.f.) Dressler, Orchid Digest 69: 89 (2005).

## Распространение и экологические особенности
Юго-запад Колумбии, Эквадор, северо-запад Перу на высотах от 800 до 2800 метров над уровнем моря в постоянно влажных местообитаниях.
Литофиты и наземные растения.

Иногда встречается рядом с Phragmipedium boissierianum.
Экстремальные температуры в местах естественного произрастания в Колумбии: до 36,1°С и 4,4 °C.
Осадки: от 41 мм в январе до 508 мм в мае.
Средние температуры (день/ночь), летом 25-26 °C/16-17°С, зимой 27-28 °C/16-17 °C.

## Этимология

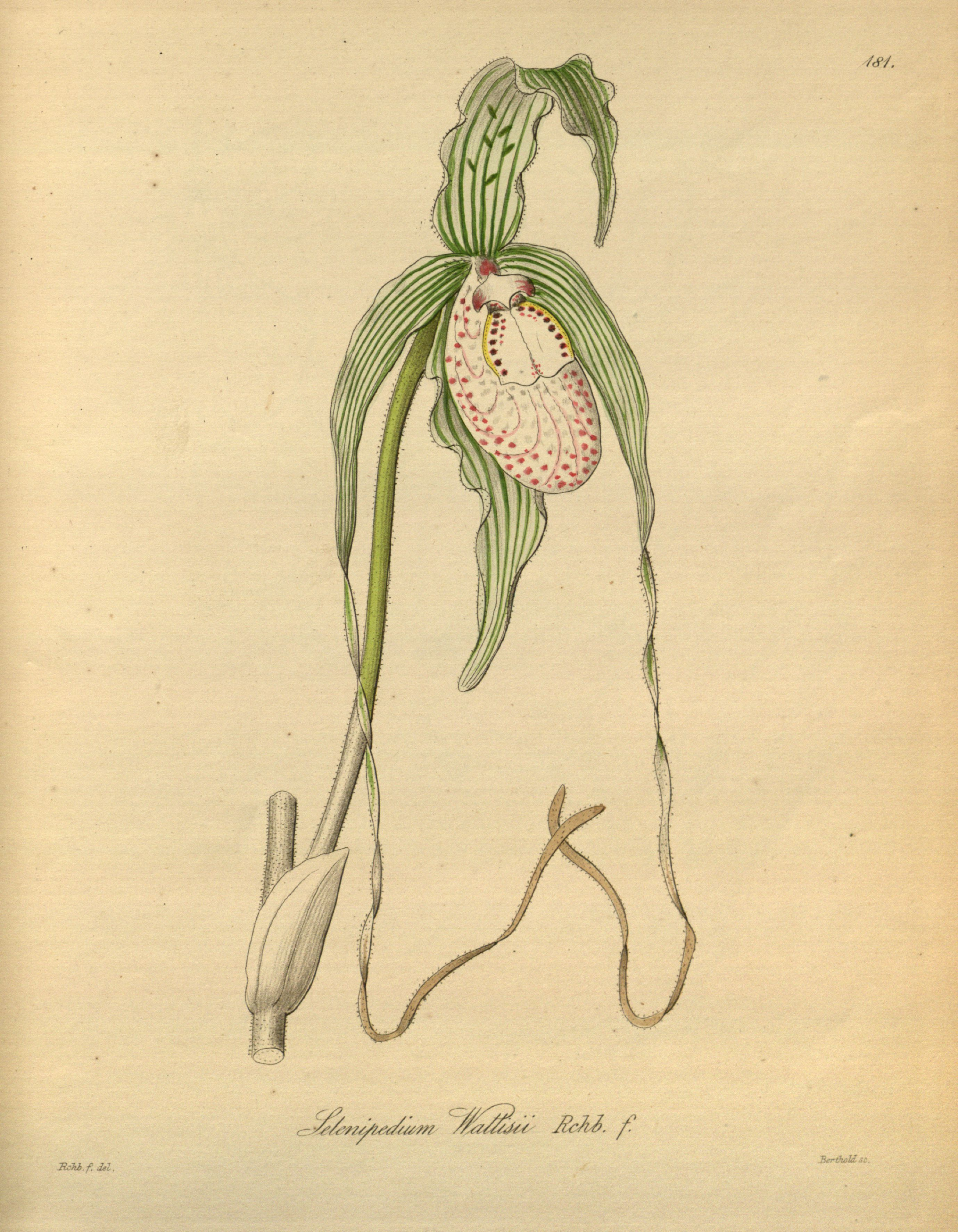
Phragmipedium warszewiczianum
Ботаническая иллюстрация из книги «Xenia Orchidacea» vol. 2 tab. 181. 1874 г.

Название Phragmipedium происходит от греческого phragma — разделение, перегородка и pedilon — башмачок, туфелька. И указывает на разделенную на три части завязь цветка. 
Вид назван в честь известного сборщика растений и ботаника Иосифа Варшевича (1812—1866).

## Биологическое описание
Побег симподиальный, псевдобульб не образуют.
Ризома укорочена.
Корни хорошо развитые.
Листья 30-50 см длиной, 3-5 см шириной.
Цветонос до 50 см длиной, несет 3-4 цветка.
Цветки крупные за счёт длинных (до 90 см) свисающих петалий которые продолжают расти в течение 4-10 дней после раскрытия цветка. Верхний сепалий узкий, загнут вперед. Контанкт петалий с какой-либо поверхностью — субстратом, листьями или подоконником, приводит к остановке их роста.

## Проблема охраны исчезающих видов
Охраняемый вид. Входит в Приложение II Конвенции CITES. Цель Конвенции состоит в том, чтобы гарантировать, что международная торговля дикими животными и растениями не создаёт угрозы их выживанию.

## В культуре

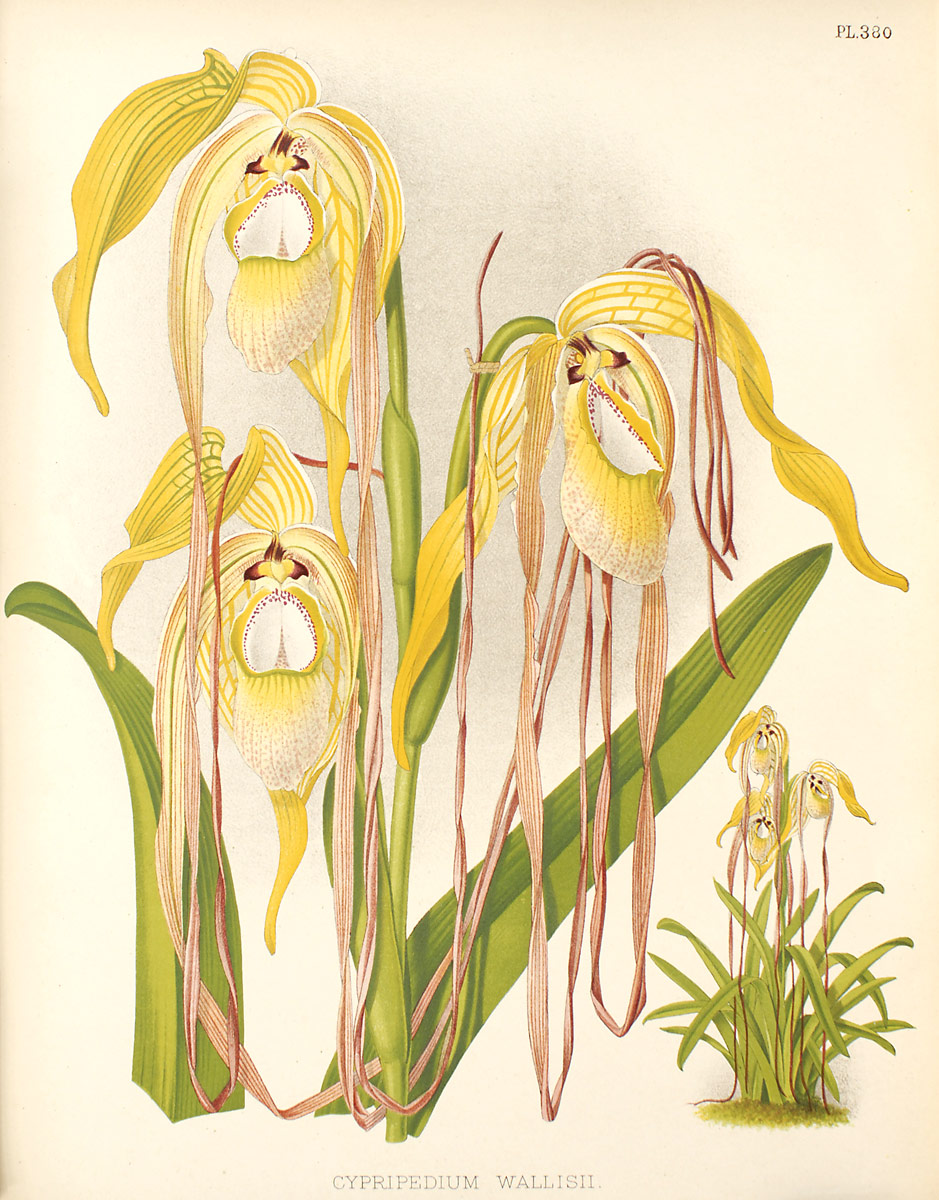
Phragmipedium warszewiczianum. Ботаническая иллюстрация, The Orchid Album, 1889 г.

Температурная группа от теплой до умеренной. Средний диапазон температур в природе: 19—21 °C. 
 Некоторые источники рекомендуют придерживаться следующего температурного режима: ночные температуры 15—18 °C, дневные 24—29°С,.
Содержат в пластиковых и керамических горшках с несколькими дренажными отверстиями на дне, обеспечивающими равномерную просушку субстрата, а также в корзинках для эпифитов. Пластиковые горшки должны быть белые, во избежание перегрева корней на солнце.
Основные компоненты субстрата: кусочки от 0,5 до 1 см коры сосны, кокосовые чипсы, сфагнум, торф, перлит, древесный уголь. Пропорции компонентов субстрата подбираются в зависимости от относительной влажности воздуха в помещении и размера горшка.
Субстрат внутри горшка никогда не должен пересыхать полностью, при этом у корней не должно быть застоя воды.
Растение чувствительно к накапливанию солей в субстрате. Признаком проблем с засолением субствата может служить почернение кончиков листьев. Для полива лучше использовать воду прошедшую очистку методом обратного осмоса с добавлением малых доз специализированного удобрения для орхидей.
pH субстрата примерно 6.3—6.7.
Относительная влажность воздуха 50—80 %. Низкая влажность воздуха (менее 45 %) в помещении, может приводить к сморщиванию растущих листьев.
Свет — яркий рассеянный свет (24000—35000 люкс).
Пересадку осуществляют ежегодно после цветения. Крупные растения пересаживают раз в два-три года.
Периода покоя нет.
Цветение в любое время года. По другим источникам, цветение в начале весны — летом.

## Искусственныегибриды(грексы)
По данным сайта Phragweb.inf
- 'Maria Glanz' = Phrag. warszewiczianum x Phrag. besseae
- 'Harbinger’s Grasshopper' = Phrag. warszewiczianum x Phrag. boissierianum
- 'Green Ghost' = Phrag. warszewiczianum x Phrag. boissierianum var. czerwiakowianum
- 'Clymene' = Phrag. warszewiczianum x Phrag. caricinum
- 'Tall Tails' = Phrag. warszewiczianum x Phrag. caudatum
- 'Stairway to Heaven' = Phrag. warszewiczianum x Phrag. caudatum var. warscewiczianum
- 'Paternoster' = Phrag. warszewiczianum x Phrag. dalessandroi
- 'Fred Wright' = Phrag. warszewiczianum x Phrag. lindleyanum
- 'Rumwall' = Phrag. warszewiczianum x Phrag. lindleyanum var. kaieteurum
- 'Carrefour Selous' = Phrag. warszewiczianum x Phrag. lindleyanum var. sargentianum
- 'Paul Eugene Conroy' (Harbinger) 1995 = Phrag. warszewiczianum x Phrag. longifolium
- 'Memoria Garren Weaver' = Phrag. warszewiczianum x Phrag. pearcei
- 'Scheherezade' = Phrag. warszewiczianum x Phrag. richteri
- 'Ruby Cascade' = Phrag. warszewiczianum x Phrag. Andean Fire
- 'Memoria Millie Hallberg' = Phrag. warszewiczianum x Phrag. Calurum
- 'Acker’s Sunstar' = Phrag. warszewiczianum x Phrag. Don Wimber
- 'Chuck Acker' = Phrag. warszewiczianum x Phrag. Eric Young
- 'Hercules' = Phrag. warszewiczianum x Phrag. Giganteum
- 'Penns Creek Cascade' = Phrag. warszewiczianum x Phrag. Grande
- 'Mystic Dragon' = Phrag. warszewiczianum x Phrag. Green Hornet
- 'Ruaudiere' = Phrag. warszewiczianum x Phrag. Hanne Popow
- 'Rumplestiltskin' = Phrag. warszewiczianum x Phrag. Mont Fallu
- 'Golden Beryl' = Phrag. warszewiczianum x Phrag. Robert Palm
- 'Comicea' = Phrag. warszewiczianum x Phrag. Sedenii
- 'Guardian Angel' = Phrag. warszewiczianum x Phrag. Silver Eagle
- 'Lucy Robbins' = Phrag. warszewiczianum x Phrag. Sorcerer’s Apprentice